# 雨依つばめ
雨依 つばめ（英文名：Tsubame Amai、あまい つばめ、1998年9月11日 - ）は日本の元AV女優、ヌードモデル。かつての所属事務所はDINO。

## 略歴
- 2022年
  - 10月19日 Twitterの初ツイートにて本中よりデビュー作が告知される。[1]
  - 11月11日　新人 エ、エロイ…保険事務員で働くお姉さんがおじさんチ●ポにドハマり!化粧っ気ない薄メイクだけど性欲強すぎて中出しでAVデビュー。[2]
  - 11月12日 Instagramが開設される。[3]
  - 11月19日 初めてのツイキャス配信が行われる。[4]
- 2023年
  - 1月5日 Tiktokが開設される。[5]
  - 1月20日 電子グラビア｢どっきりクイーン｣の配信が開始される。[6]
  - 3月3日 創作物投稿プラットフォーム・会員制コミュニケーションサービスであるFantia(ファンティア)「あまめの巣」の投稿が開始される。[7]
  - 4月24日 女の子しか出てこない＆超フェチ向け動画サイト｢feti072.com｣の配信が開始される。
  - 5月10日 DokkiriQueen 雨依つばめ Kindle版が電子書籍Amazon Kindleより販売される。[8]
  - 7月6日 Threadsが開設される。
  - 7月30日 ソフト・オン・デマンド、プロデュースの女子社員酒場(秋葉原店)に初出勤される。[9]
- 2024年
  - 11月30日 YouTube｢あまめの巣｣が公開される。
- 2025年
  - 6月1日 AV女優としての活動は無期限休止とし『Amame』名義でSNSやFantia等を引き続き活動していくことを発表。

## 人物
- 千葉県出身
- 趣味 - 音楽、お笑い鑑賞
- 特技 - イラスト
- 好きな食べ物 - わらび餅、マカロン
- ペット - メキシコサンショウウオ(ウーパールーパー)[10]

### 芸名の由来
- 「雨」-シンプルに雨が好きで雨女気質なこと。
- 「依」-頼りにする。拠り所などの意味があり日常を忘れ身体と心を預けられる存在になりたいということ。
- 「つばめ」-ツバメが幸運の象徴で夢の世界に羽ばたいていけるように名付けた。[11]

## 作品

### アダルトビデオ（DVD）
- 新人 エ、エロイ…保険事務員で働くお姉さんがおじさんチ●ポにドハマり!化粧っ気ない薄メイクだけど性欲強すぎて中出しAVデビュー (11月15日 本中)

- ガチナンパ！ 焦らし素股で仮面スケベ女子が発狂発情！ 終わらない！止まらない！腰振り絶頂がヤバすぎた！-つばき名義(3月15日 ガチナンパ)
- 人妻自撮りNTR 寝取られ報告ビデオ26-萌名義(4月14日 ゴーゴーズ)
- 120％リアルガチ軟派伝説 vol.116-つばさ名義(4月21日 プレステージ)
- 一流女子大マスク美女の皆さん 顔出さないでいいのでおっぱい見せてくれませんか？顔絶対NGと言われたけど本編内限定で顔晒し おっぱい揉みまくって発情させて-つばめ名義(5月12日 赤面女子)
- 付きまとい痴漢に感じる変態田舎娘(5月16日 HALENTINO/妄想族)
- 着たまま拘束DID 囚われて恥辱に蠢く女つばめ(5月23日 シネマジック)
- 彼氏を喜ばせたい素人女子大生がメンズエステ密着マッサージ講習体験！？超照れながらオイルヌルヌル施術中…密着しすぎて勃起チ○ポがアソコを布越し2cm挿入！？そのまま彼に内緒で生ハメ中出し裏オプション（＾＾；）-つばめ名義(6月23日 赤面女子)
- 汚し放題の顔射にごっくん3P… 呼べばスグにヤられに来る都合良すぎ【調教済み】肉オナホセフレ 雨依つばめ(7月18日 ABC/妄想族)
- 【水責め快楽/窒息溺れイキ】トラウマが私の性癖を拗らせました 苦しくて濡れるMマ●コ 雨依つばめ(8月1日 OFFICE K’S)
- コスフェラ！！(8月15日 HALENTINO/妄想族)
- 月に一度の危険日に生でセックスしまくる 008 つばめ 雨依つばめ(9月19日 deep/妄想族)
- SNSで拾った家出少女を媚薬キメセク漬け 絶倫チ○ポが満足するまで中出しできる肉便器に仕上げた 雨依つばめ(9月26日 h.m.p DORAMA)
- 手コキしながら雑魚チ●ポって言えますか？簡単バイトに応募してきた罵り初体験の赤面お嬢さん12名(9月26日 うさぎ/妄想族)
- 窒息するまで犯して下さい… 水責め！尿責め！酸欠拷問で覚醒する日陰のマゾ事務員のいびつな変態願望 雨依つばめ(10月17日 エムズビデオグループ)
- 雨依つばめを変態育成した記録映像(10月27日 h.m.p/NEOBIACK)

- お願いします。私を調教してください…。 本物マゾ雌奴● プライベート調教レズビアン THE HARD 雨依つばめ 音琴るい(1月9日 ビビアン)
- 【女子〇生限定】学校サボった馬鹿マ〇コに強●中出し指導 孕ませ確定159分-つばめ名義(1月27日 ビッグモーカル)
- 乳首で感じて濡れ濡れパン染み日常的オナニー3 14人(3月19日 HALENTINO/妄想族)
- 禁忌 人妻性癖開眼 05 続・人妻自撮りNTR 寝取られ報告ビデオ26(7月19日 ゴーゴーズ)
- スワップ掲示板に群がるカップルたち15 都内近郊大人の秘密基地編(8月20日 ルビー)
- イケメンが人妻を部屋に連れ込んでSEXに持ち込む様子を盗み撮りしたDVD。013～強引にそのまま中出ししちゃいました～Part.1(9月3日 熟女JAPAN)
- 禁忌 人妻性癖開眼 05 続・人妻自撮りNTR 寝取られ報告ビデオ 26 完全版(10月11日 ゴーゴーズ)
- シロウトTV×PRESTIGE PREMIUM 60(12月20日 シロウトTV×PRESTIGE)

- ノドマ○コ激ハードイラマチオBEST(1月21日 エムズビデオグループ)
- ボクらは透明人間～某大学の女子寮。講師や管理人など大人たちを舐め腐った態度の生意気盛りのおまん娘に復讐！～(6月26日 FALENO TUBE)
- 執着！待ち伏せ男 訪問修理業者による不同意性交～J系編～(7月11日 グーニーズ)
- 【検証！】オナホ vs 手コキ！どちらの方が気持ち良いか！？技術革新が進むオナホ！古の射精手法である手コキ！せっかくなのでこの際おま〇こも口ま〇こも一緒に検証しちゃいましょう！(7月24日 FALENO TUBE)

### アダルトビデオ（配信動画）
- 新人 エ、エロイ…保険事務員で働くお姉さんがおじさんチ●ポにドハマり!化粧っ気ない薄メイクだけど性欲強すぎて中出しAVデビュー FANZA動画 (11月11日 本中)

- 【イクの止まらなくなっちゃう……！】152cmの小柄スレンダーな事務のお姉さん。乳首を弄っただけでビクビク、クンニに手マンで1度ずつイキ。そんなに敏感だと肉棒を挿入したらどうなっちゃう……？ ネットでAV応募→AV体験撮影 1946-つばめ名義･MGS動画(2月24日 シロウトTV)
- マジ軟派、初撮。 1892 『本当はグイグイ来る男のヒトが好きで…///』休憩中の清楚OLは押しに弱くてM器質なムッツリ系！男優に迫られると断れず仕事中にSEX！ツルンツルンの美尻に目が釘付け！！-つばめ名義･MGS動画(3月4日 ナンパTV)
- 素朴で透明感 ビッチ覚醒 アヘ顔がドエロ ギャップ萌え-つばき名義FANZA動画･MGS動画(3月15日 Cullet)
- ガチナンパ！ 焦らし素股で仮面スケベ女子が発狂発情！ 終わらない！止まらない！腰振り絶頂がヤバすぎた！-つばき名義FANZA動画(3月15日 ピーターズ)
- 人妻自撮りNTR 寝取られ報告ビデオ26-萌名義ソクミル動画(4月29日 ゴーゴーズ)
- つばめ-FANZA動画･MGS動画･ソクミル動画･H-NEXT(5月11日 俺の素人-Z-)
- 一流女子大マスク美女の皆さん！顔出さないでいいのでおっぱい見せてくれませんか？顔絶対NGと言われたけど本編内限定で顔晒し！おっぱい揉みまくって発情させて、生ハメSEXまでしちゃいました！顔出てるとは知らずイキまくってるアヘ顔必見です！-FANZA動画･MGS動画･DUGA動画(5月12日 赤面女子)
- 付きまとい痴漢に感じる変態田舎娘-FANZA動画(5月13日 HALENTINO/妄想族)
- 着たまま拘束DID 囚われて恥辱に蠢く女つばめ FANZA動画(5月20日 シネマジック)
- つばめさん-FANZA動画･MGS動画･ソクミル動画(6月14日 俺の素人-Z-)
- 彼氏を喜ばせたい素人女子大生がメンズエステ密着マッサージ講習体験！？超照れながらオイルヌルヌル施術中…密着しすぎて勃起チ○ポがアソコを布越し2cm挿入！？そのまま彼に内緒で生ハメ中出し裏オプション（＾＾；）-つばめ名義　FANZA動画(6月23日 赤面女子)
- 汚し放題の顔射にごっくん3P… 呼べばスグにヤられに来る都合良すぎ【調教済み】肉オナホセフレ 雨依つばめ-FANZA動画(7月14日 ABC/妄想族)
- 【水責め快楽/窒息溺れイキ】トラウマが私の性癖を拗らせました 苦しくて濡れるMマ●コ 雨依つばめ-FANZA動画･DUGA動画(8月1日 OFFICE K’S)
- コスフェラ！！-FANZA動画(8月12日 HALENTINO/妄想族)
- 月に一度の危険日に生でセックスしまくる 008 つばめ 雨依つばめ‐FANZA動画(9月16日 deep/妄想族)
- SNSで拾った家出少女を媚薬キメセク漬け 絶倫チ○ポが満足するまで中出しできる肉便器に仕上げた 雨依つばめ-FANZA動画(9月23日 h.m.p DORAMA)
- 手コキしながら雑魚チ●ポって言えますか？簡単バイトに応募してきた罵り初体験の赤面お嬢さん12名-FANZA動画(9月23日 うさぎ/妄想族)
- 《閲覧注意》【電車チカン】過去5年間で最凶チカン★ジュニア下着の無垢J○の顔がチカンの唾液まみれ★公衆ト○レで連続潮吹き絶叫イキ-Pcolle動画(9月29日 ゆず故障)
- 内科検診v ちっぱい女子の口内に精液を流し込む-Pcolle動画(10月4日 診察室 Dr.K)
- 雨依つばめを変態育成した記録映像-FANZA動画(10月6日 h.m.p/NEOBIACK)
- 窒息するまで犯して下さい… 水責め！尿責め！酸欠拷問で覚醒する日陰のマゾ事務員のいびつな変態願望 雨依つばめ-FANZA動画(10月13日 エムズビデオグループ)
- つばめ-MGS動画(11月10日 Erovi)

- 本物マゾ雌奴隷 プライベート調教レズビアン the hard 雨依つばめ 音琴るい(1月5日 ビビアン)
- ストーカー痴かん／無垢すぎる美少女J○を玄関先で潮まみれ生ハメ／ストーキング6日間-Pcolle動画(1月6日 COFFEE)
- 人見知りでどんくさい思春期マ〇コ臆病でビクツク身体を完全支配！！【個人撮影】早漏・イラマ・中出し つばめ 雨依つばめ(1月27日 ビッグモーカル)
- 【ベビマ教室痴かん】谷間見え過ぎおさな妻 19歳Cカップ-Pcolle動画(2月16日 ベビーガーデン)
- 乳首で感じて濡れ濡れパン染み日常的オナニー3 14人(3月16日 HALENTINO/妄想族)
- P活おいたん 面談スルー！初回でドカタOK都度P女子27 -あやめチャン名義FANZA動画･MGS動画(5月17日 P活おいたん)
- つばさ-FANZA動画(6月6日 御茶ノ水素人研究所)
- スワップ掲示板に群がるカップルたち15 都内近郊大人の秘密基地編-FANZA動画(8月17日 ルビー)
- イケメンが人妻を部屋に連れ込んでSEXに持ち込む様子を盗み撮りしたDVD。013～強引にそのまま中出ししちゃいました～Part.1-FANZA動画(9月3日 熟女JAPAN)

- 禁忌 人妻性癖開眼 05 続・人妻自撮りNTR寝取られ報告ビデオ26完全版-FANZA動画(1月11日 ゴーゴーズ)
- ノドマ○コ激ハードイラマチオBEST-FANZA動画(1月17日 エムズビデオグループ)
- つばめさん-FANZA動画(6月12日 ZOOOthe100)
- ボクらは透明人間～某大学の女子寮。講師や管理人など大人たちを舐め腐った態度の生意気盛りのおまん娘に復讐！～【配信限定Vol.01】-FANZA動画(6月20日 FALENO TUBE)
- 【検証！】オナホ vs 手コキ！どちらの方が気持ち良いか！？技術革新が進むオナホ！古の射精手法である手コキ！せっかくなのでこの際おま〇こも口ま〇こも一緒に検証しちゃいましょう！【配信限定Vol.02】-FANZA動画(6月20日 FALENO TUBE)
- ボクらは透明人間～某大学の女子寮。講師や管理人など大人たちを舐め腐った態度の生意気盛りのおまん娘に復讐！～-FANZA動画(6月26日 FALENO TUBE)
- 修理業者押し入り不同意性交J系 5名 ＃01-FANZA動画(6月30日 グーニーズ)
- 【執着！待ち伏せ男】訪問修理業者による不同意性交～J系編～-FANZA動画(7月10日 グーニーズ)
- 一流女子大マスク美女の皆さん！顔出さないでいいのでおっぱい見せてくれませんか？顔絶対NGと言われたけど本編内限定で顔晒し！あんなちゃん つばめちゃん-FANZA動画(7月11日 	俺の素人-Z)
- 混浴女子寮！？男は管理人のボクだけ女子校とした女子寮は羞恥心ゼロ。。。騎乗位トレーニングで肉ディルド扱いされた日々。【配信限定Vol.02】-FANZA動画(7月24日 FALENO TUBE)
- た～っぷり舐めてくれる【じゅぽっじゅぽっ】フェラちゅう！！【とつぜん恐縮ですがフェラチオしてもらえますか？】Episode7-FANZA動画(7月24日 FALENO TUBE)
- 【検証！】オナホ vs 手コキ！どちらの方が気持ち良いか！？技術革新が進むオナホ！古の射精手法である手コキ！せっかくなのでこの際おま〇こも口ま〇こも一緒に検証しちゃいましょう！-FANZA動画(7月24日 FALENO TUBE)
- 都内某所店舗型J系リフレ本番交渉 5名 ＃02-FANZA動画(7月31日 グーニーズ)
- 【婦人科悪徳医による内診台盗撮！！】～友人に勧められ来院、悪徳医師とは知らず胸を触られ、下半身を触られ、エロい器具で犯●れていく～-FANZA動画(7月31日 グーニーズ)
- つばめさん-FANZA動画(8月6日 ZOOOthe100)
- 彼氏を喜ばせたい素人女子大生がメンズエステ密着マッサージ講習体験！？超照れながらオイルヌルヌル施術中…密着しすぎて勃起チ○ポがアソコを布越し2cm挿入！？そのまま彼に内緒で生ハメ中出し裏オプションみのりさん、つばめさん-FANZA動画(8月9日 俺の素人-Z- SECOND IMPACT)

## 撮影会・イベント・書籍･その他

### 撮影会
- 12月17日 東京-Area66
- 12月18日 名古屋-Amuse

- 1月22日 名古屋-Amuse
- 2月4日 東京-Area66
- 3月4日 東京-Area66
- 4月2日 東京-Area66
- 4月15日 名古屋-Amuse
- 5月4日 東京-Area66
- 6月4日 東京-Area66
- 7月1日 東京-Area66
- 7月22日 名古屋-Amuse
- 8月5日 東京-Area66
- 9月2日 東京-Area66
- 9月23日 名古屋-Amuse
- 10月7日 東京-Area66
- 11月4日 名古屋-Amuse
- 11月25日 東京-Area66
- 12月17日 東京-Stadio apps

- 1月27日 名古屋-Amuse
- 5月6日 東京-Stadio apps
- 5月11日 名古屋-Amuse
- 6月8日 東京-Stadio apps
- 7月7日 東京-Stadio apps
- 8月3日 名古屋-Amuse
- 11月23日 東京-Stadio apps
- 12月13日 東京-Stadio apps
- 12月22日 東京-Stadio apps

- 1月12日 東京-Stadio apps
- 1月23日 東京-Stadio apps
- 2月2日 東京-Stadio apps
- 2月20日 東京-Stadio apps
- 3月2日 東京-Stadio apps
- 3月27日 東京-Stadio apps
- 4月6日 東京-Stadio apps
- 4月24日 東京-Stadio apps
- 5月11日 東京-Stadio apps
- 5月17日 名古屋-Amuse
- 5月19日 東京-Stadio apps

### イベント
- 4月1日 DINOカフェ 乃南ゆい×雨宮凜×雨依つばめ Pigooスタジオ･ホワイトエレファント[12]
- 6月3日 DINOカフェ 乃南ゆい×雨宮凜×雨依つばめ Pigooスタジオ･ホワイトエレファント[13]
- 7月30日 SOD女子社員酒場にて初出勤(秋葉原店)[14]
- 8月6日 SOD女子社員酒場(秋葉原店)
- 8月24日 SOD女子社員酒場(秋葉原店)
- 9月17日 フェチフェス23 チームDINO 乃南ゆい×雨宮凜×雨依つばめ[15]
- 10月8日 DINOカフェ 乃南ゆい×雨宮凜×雨依つばめ Pigooスタジオ･ホワイトエレファント
- 11月2日 SOD女子社員酒場(秋葉原店)
- 11月6日 SOD女子社員酒場(秋葉原店)
- 12月4日 SODLAND SOD女子社員酒場(歌舞伎町店)

- 1月28日 買取りまっくす 岡山南店 初店舗イベント(撮影・サイン会)
- 3月30日 Team DINOチェキ会
- 6月1日 Team DINOチェキ会
- 6月16日 SODLAND SOD女子社員酒場(歌舞伎町店)
- 6月26日 SOD女子社員酒場(秋葉原店)
- 7月11日 SODLAND SOD女子社員酒場(歌舞伎町店)
- 7月21日 ぺちズム～ぺちが気になる人と好き勝手トークするイベント-Stage16-
- 11月17日 でぃのひろ✖︎特大号

- 3月24日 FANZAライブチャット
- 4月12日 FANZAライブチャット
- 5月27日 FANZAライブチャット

### 動画配信サービス
2023年
- 4月24日～ 女の子しか出てこない＆超フェチ向け動画サイトfeti072.com

### 電子グラビア・書籍
2023年
- 1月20日～ どっきりクイーン[16]
- 5月10日 DokkiriQueen 雨依つばめ Kindle版(電子書籍)[17]
- 7月26日 調教済み肉オナホいいなりマゾ玩具 気絶するまでイカセて下さい…。 雨依つばめ FANZAブックス[18]
- 11月14日 OK?いいよ。: 雨依つばめ Kindle版(電子書籍)
- 12月10日 乃々瀬あい×雨依つばめ「混沌-Chaos-」(写真集)

### 雑誌
2023年
- 1月20日 ジーオーティー・月刊FANZA3月号-HATSUMONO,作品紹介[19]
- 1月23日 双葉社・週刊大衆
- 2月13日 集英社・週刊プレイボーイ-新世代〝素人系〟AV女優[20]
- 8月22日 ジーオーティー・月刊FANZA10月号-UAR究極アダルトレビュー

2024年
- 2月22日 ジーオーティー・月刊FANZA4月号-UAR究極アダルトレビュー

### 新聞
2022年
- 11月12日 東京スポーツ-男セン・作品紹介[21]